# Варес Олексій Михайлович
Олексій Михайлович Варес (нар. 9 січня 1907, Пустош — пом. 16 листопада 1990, Таллінн) — естонський радянський лікар, Герой Соціалістичної Праці.

## Біографія
Народився 9 січня 1907 року в селі Пустоші Гдовського повіту Санкт-Петербурзької губернії Російської імперії (нині Гдовський район Псковської області Росії). Естонець. У 1931 році закінчив Військово-медичну академію РСЧА у Ленінграді. Служив військовим лікарем у Червоній армії.
У повоєнні роки працював лікарем-педіатром, головним лікарем дитячої лікарні в місті Таллінні Естонської РСР, заступником головного лікаря Талліннської республіканської лікарні. У 1959—1969 роках обіймав посаду головного педіатра Міністерства охорони здоров'я Естонської РСР. З 1969 року до виходу пенсію працював завідувачем педіатричним відділенням Талліннської республіканської лікарні. Жив у Таллінні. Помер у Таллінні 16 листопада 1990 року.

## Відзнаки
- Нагороджений:
  - орденом Червоної Зірки (6 листопада 1947 — за вислугу років);
  - медалями «За бойові заслуги» (3 листопада 1944 — за вислугу років), «За перемогу над Німеччиною» (9 травня 1945), «За перемогу над Японією» (30 вересня 1945)[2], «За трудову доблесть» (11 лютого 1961), «За трудову відзнаку» (1 жовтня 1965);
- Заслужений лікар Естонської РСР з 1963 року;
- Указом Президії Верховної Ради СРСР від 4 лютого 1969 року за великі заслуги в галузі охорони здоров'я радянського народу Варесу Олексію Михайловичу надано звання Героя Соціалістичної Праці з врученням ордена Леніна (№ 400 994) та золотої медалі «Серп і Молот» (№ 12 229).